# Sfirenide
Sfirenidele sau baracudele (Sphyraenidae) sunt o familia de pești teleosteeni marini pelagici, de talie mică sau mijlocie, răspândiți în apele temperate, subtropicale și tropicale ale oceanelor Atlantic, Indian și Pacific. Au corpul fusiform, asemănător cu o săgeată, acoperit cu solzi mărunți, cicloizi. Capul este alungit, cu un bot ascuțit. Gura mare orizontală este înarmată cu dinți mari pe ambele fălci și palatine. Falca inferioară este mai lungă decât cea superioară. Au două înotătoare dorsale scurte și larg separate. Înotătoarea anală este mult deplasată înapoi, înotătoarea caudală bifurcată, înotătoarele pectorale sunt scurte, înotătoarele pelviene situate sub prima înotătoare dorsală. Colorație este cenușie spre albastră sau verde pe spate cu reflexe argintii și diferite ornamentații; albă pe abdomen. Sunt răpitori lacomi și se hrănesc în principal cu pești, mai rar cu moluște și crustacee. Depun fracționat icrele, adesea în apropiere de țărm. Icrele sunt pelagice. Pot să atace oamenii. Au importanță economică ca pești comestibili și sunt pescuite artizanal sau sportiv. Speciile mari (Sphyraena barracuda), trebuie evitate din cauza riscului de intoxicație cu ciguatoxină. Familie sfirenide cuprinde un singur gen, Sphyraena, cu 27 de specii.

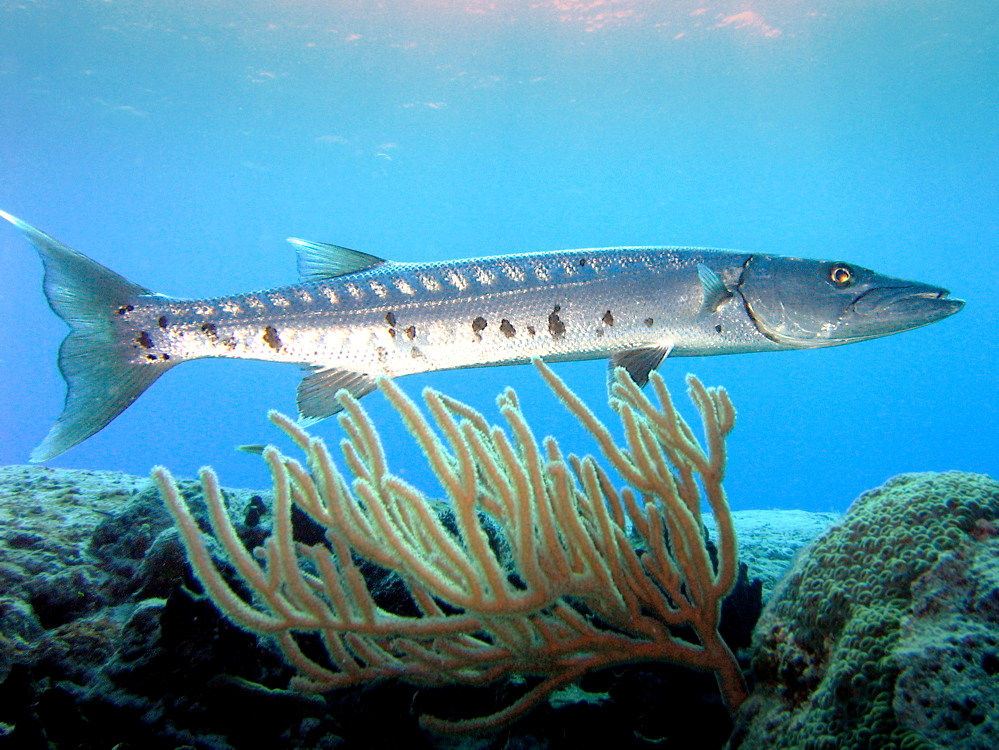
Baracuda mare (Sphyraena barracuda) în Coralii Paradise, Cozumel, Mexic

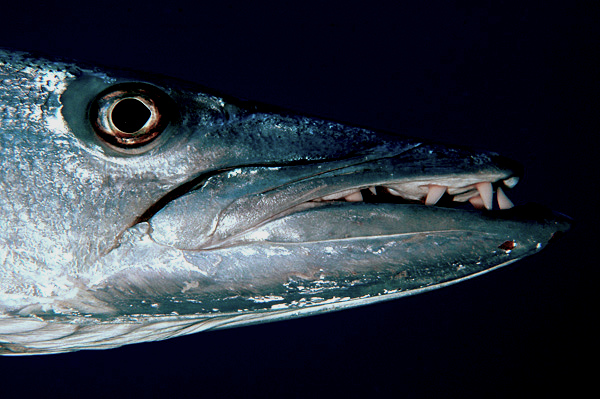
Capul baracudei mari (Sphyraena barracuda) înarmat cu dinți puternici

## Descrierea
Pești de talie mică sau mijlocie, cu o lungime totală de la 30 cm până la 200 cm. Au un corp alungit, fusiform, ușor comprimat, aproape cilindric, asemănător cu o săgeată. Corpul și capul (pe partea superioară și pe părțile laterale) sunt acoperiți cu solzi mărunți, cicloizi (netezi la atingere). Capul alungit, cu un bot ascuțit. Ochii, situați lateral, sunt mari. 
Gura mare și largă, tăiată aproape orizontal, cu fălcile alungite. Falca inferioară (mandibula) este considerabil mai lungă decât falca superioară (maxila). Maxilare fălcii superioară sunt fixate la premaxilare și falca superioară devine neprotractilă, aceasta fiind o modificare secundară care adaptează peștele pentru a se hrăni cu o pradă mai mare. Dinții mari puternici, ascuțiți, conici sau aplatizați, de mărime inegală pe ambele fălci și palatine (bolta palatină), dar absenți pe vomer; în apropierea vârfului fălcii inferioare sunt de obicei 1 sau 2 dinți canini (caniniformi) ascuțiți puternici. 
Fantele branchiale sunt largi; pseudobranhiile bine dezvoltate. 7 raze branhiostegale. Membranele branhiale sunt separate de istm și una de alta. Branhiospinii (spini branhiali) absenți sau vestigiali. Branhiospinii, dacă sunt prezenți, sunt sub formă de 1 sau 2 spinuli scurți, situați la unghiul arcului branhial; la unele specii, sunt în formă de lame cu sau fără spini distincți.
Două înotătoare dorsale scurte și larg separate; prima înotătoare dorsală cu 5 spini puternici este inserată aproape opus față de înotătoarele pelviene sau în spatele lor; a doua înotătoare dorsală cu 1 spin și 9 raze moi este mult deplasată înapoi și inserată opus față de înotătoarea anală. Înotătoarea anală, mult deplasată înapoi, cu 2 (1-3) spini și 8 (7-9) raze moi. Înotătoarea caudală bifurcată; unele specii mari cu o pereche de lobi pe marginea posterioară. Înotătoarele pectorale scurte (mai mici decât capul) și sunt inserate jos pe corp, pe sau sub linia mediolaterală a corpului. Înotătoarele pelviene, cu 1 un spin și 5 raze moi, sunt deplasate înainte sub prima înotătoare dorsală, iar centura lor nu este legată de centura scapulară.
Linia laterală, neîntreruptă, bine dezvoltată și aproape dreaptă, se întinde dela opercul până la baza cozii.  Pe linia laterală sunt între 80 și 166 de solzi. Numărul total de vertebre este de 24 (11 abdominale + 13 caudale). Toate vertebrele, înafară de cele anterioare, sunt prevăzute cu parapofize orientate în jos. Cecuri pilorice numeroase.

## Colorația
Colorație: de obicei cenușie spre albastră sau verde pe spate cu reflexe argintii; mai deschisă sau albă pe abdomen. Unele specii au corpul cu diferite ornamentații mai întunecate: bare verticale sau oblice sau pete în zigzag. Alte specii au corpul cu dungi longitudinale galbene sau pete întunecate.

## Habitatul și distribuție geografică

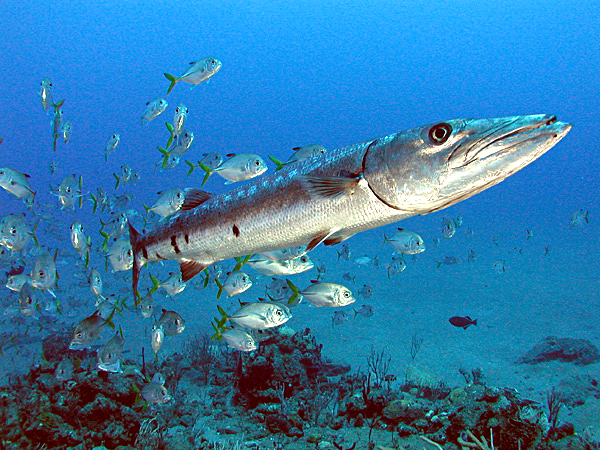
Great Barracuda off the Netherland Antilles

Sfirenidele sunt pești marini răspândiți în apele temperate calde, subtropicale și tropicale ale oceanelor Atlantic, Indian și Pacific. În Marea Neagră se întâlnește o singură specie: luciul (Sphyraena sphyraena), originar din Oceanul Atlantic și Marea Mediterană. 
Sunt pești pelagici sau demersali, cei mai mulți dintre ei trăiesc în apele de lângă țărm de mică adâncime: golfuri, estuare sau în vecinătatea recifelor de corali; unele specii trăiesc la suprafața în largul oceanelor sau până la adâncimi de 100 m sau mai mult. Juvenilii Sphyraena barracuda se găsesc de obicei în mlaștinile cu mangrove și estuarele râurilor.

## Hrana
Baracudele sunt răpitori lacomi și activi, se hrănesc în principal cu pești, mai rar cu moluște și crustacee.

## Comportamentul
Comportamentul gregar este observat mai ales la speciile mici sau la peștii tineri care se adună în bancuri mici sau mari, în timp ce adulții speciilor mari (Sphyraena barracuda) sunt în mare parte solitari. Unele specii sunt diurne, în timp ce altele sunt nocturne și se întâlnesc în bancuri (cârduri) inactive în timpul zilei.

## Reproducerea
Baracudele adunate în bancuri depun fracționat (de mai multe ori într-un sezon) icrele în apele tropicale și subtropicale, adesea în apropiere de țărm. Icrele sunt pelagice.

## Importanța economică
Multe specii de sfirenide au importanță economică ca pești comestibili și sunt pescuite artizanal sau sportiv cu undița de mână, setca, traulul, plasa pungă, fiind atrase de momeli artificiale. Carnea baracudelor este comercializată în stare proaspătă, congelată, uscată, sărată sau afumată. Captura totală de baracude neclasificate în zonă de pescuit 31 (partea centrală din vestul Oceanului Atlantic) în 1995-1999 a variat între 1596 și 2130 de tone pe an.

## Pericolul pentru oameni
Au fost documentate atacuri neprovocate asupra oamenilor, dar acestea sunt foarte rare, iar majoritatea au avut loc din cauza că înotătorul purta un obiect strălucitor, argintiu, pe care baracuda îl confunda cu pradă. Baracudele inspiră teamă mai mult ca rechinii în unele zone. În Marea Antilelor trăiesc unele specii mari (Sphyraena barracuda) care ating 1,8 m lungime și sunt considerate în India Vestică ca fiind mai periculoase decât rechinii pentru înotători și oamenii care fac baie în mare.
Consumul exemplarelor mari ale speciilor mari, în special ale Sphyraena barracuda, trebuie evitată din cauza riscului de intoxicație cu ciguatoxină, care provoacă ciguatera. Ciguatoxina este produsă de o dinoflagelată (Gambierdiscus toxicus) care este consumată de unii pești din recifele de corali: meru (Epinephelus), lapine (Labridae), balistide (Balistidae), peștii de foc (Pterois) și seriole (Seriola), care la rândul lor sunt mâncați de baracudele mari.

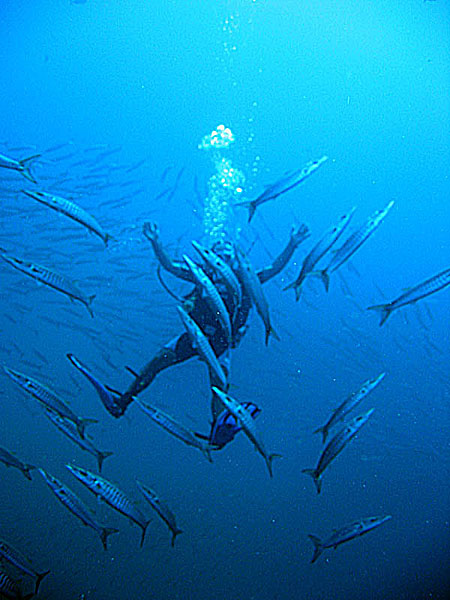
Un scafandru în interiorul unui grup de baracude Sphyraena putnamae în Koh Tao, Thailanda

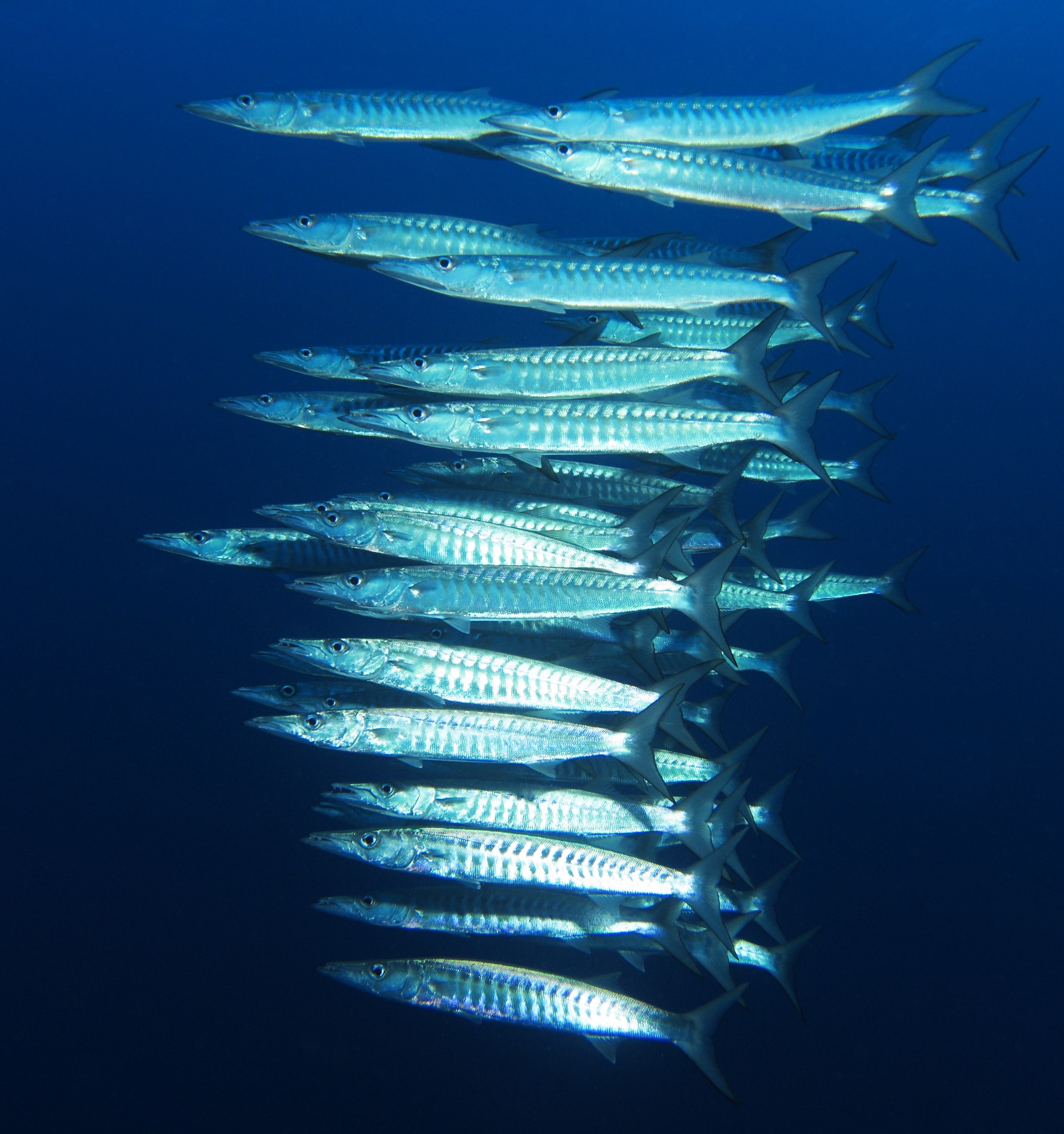
Banc de baracude Sphyraena qenie în reciful Elphinstone din Marea Roșie

## Sistematica și fosile
În clasificările mai vechi familie Sphyraenidae era inclusă în ordinul mugiliforme (Mugiliformes). Într-un studiu critic al relațiilor scombroidelol în 1986, G. D. Johnson a concluzionat că Sphyraena este grupul-soră primitiv al scombroidelor rămase și a inclus familie Sphyraenidae în subordinul Scombroidei .
Sfirenidele au lăsat fosile din terțiarul inferior și eocenului inferior.
După FishBase  familie sfirenide (Sphyraenidae) cuprinde un singur gen, Sphyraena, cu 27 de specii:
- - Sphyraena acutipinnis  Day, 1876
  - Sphyraena afra  Peters, 1844
  - Sphyraena argentea  Girard, 1854
  - Sphyraena barracuda  (Edwards, 1771)
  - Sphyraena borealis  DeKay, 1842
  - Sphyraena chrysotaenia  Klunzinger, 1884
  - Sphyraena ensis  Jordan & Gilbert, 1882
  - Sphyraena flavicauda  Rüppell, 1838
  - Sphyraena forsteri  Cuvier, 1829
  - Sphyraena guachancho  Cuvier, 1829
  - Sphyraena helleri  Jenkins, 1901
  - Sphyraena iburiensis  Doiuchi & Nakabo, 2005
  - Sphyraena idiastes  Heller & Snodgrass, 1903
  - Sphyraena intermedia  Pastore, 2009
  - Sphyraena japonica  Bloch & Schneider, 1801
  - Sphyraena jello  Cuvier, 1829
  - Sphyraena lucasana  Gill, 1863
  - Sphyraena novaehollandiae  Günther, 1860
  - Sphyraena obtusata  Cuvier, 1829
  - Sphyraena picudilla  Poey, 1860
  - Sphyraena pinguis  Günther, 1874
  - Sphyraena putnamae  Jordan & Seale, 1905
  - Sphyraena qenie  Klunzinger, 1870
  - Sphyraena sphyraena  (Linnaeus, 1758)
  - Sphyraena tome  Fowler, 1903
  - Sphyraena viridensis  Cuvier, 1829
  - Sphyraena waitii  Ogilby, 1908

## Specii din România
Pe litoralul românesc al Mării Negre se întâlnește o singură specie: Sphyraena sphyraena (Linnaeus, 1758) = Luci 